# Bouzghaia
Bouzghaia (em árabe: بوزغاية) é uma cidade e comuna localizada na província de Chlef, Argélia. Segundo o censo de 2008, a população total da cidade era de 22 590 habitantes.